# Война с регуляторами
Война с регуляторами (англ. War of the Regulation), известная также как Движение «регуляторов» — восстание в британской королевской колонии Северная Каролина, направленное против колониальных чиновников, которое началось около 1765 года и было подавлено в 1771 году. Несмотря на неудачу, восстание иногда рассматривается как катализатор Американской революции, или даже как первое столкновение Войны за независимость. Конфликт, породивший войну, угас только после начала войны с Англией, когда многие вожди регуляторов вместе с вождями оппозиции присоединились к движению американских патриотов.

### Статьи
- Sarah Sadlier. Prelude to the American Revolution? The War of Regulation: A Revolutionary Reaction for Reform // The History Teacher. — Society for History Education, 2012. — Т. 46. — С. 97-126.